# Виластелоне
Виластелоне (итал. Villastellone) је насеље у Италији у округу Торино, региону Пијемонт.
Према процени из 2011. у насељу је живело 4629 становника. Насеље се налази на надморској висини од 237 м.

## Становништво
| 1931. | 1936. | 1951. | 1961. | 1971. | 1981. | 1991. | 2001. | 2011. |
| ----- | ----- | ----- | ----- | ----- | ----- | ----- | ----- | ----- |
| 2.401 | 2.344 | 2.507 | 2.834 | 4.466 | 4.624 | 4.657 | 4.641 | 4.864 |